# Théorie neutre de la biodiversité et de la biogéographie
 (décembre 2018).
- Si vous ne connaissez pas le sujet, laissez ce bandeau (vous pouvez alors contacter les auteurs).
- Si vous supprimez le contenu mis en cause (vous pouvez préalablement contacter les auteurs),

argumentez précisément cette suppression dans la page de discussion
(un manque de référence n'est pas un argument ; une recherche réelle de référence doit avoir été effectuée, être formellement documentée).
 (décembre 2018).
Si vous disposez d'ouvrages ou d'articles de référence ou si vous connaissez des sites web de qualité traitant du thème abordé ici, merci de compléter l'article en donnant les références utiles à sa vérifiabilité et en les liant à la section « Notes et références ».
La théorie neutre de la biodiversité, ou théorie neutre des métacommunautés, est une théorie qui tente d’expliquer la diversité, la distribution des espèces et leurs abondances relatives uniquement grâce à la stochasticité des processus démographiques (taux de mortalité, natalité, immigration). Analogue à la théorie neutraliste de la génétique, en écologie, la théorie neutre permet d’expliquer la coexistence d’espèces neutres, c’est-à-dire fonctionnellement et démographiquement équivalentes, au sein d’une métacommunauté. Développée principalement par Stephen P. Hubbell, elle a soulevé des discussions houleuses en écologie, notamment au sujet de l’importance de la différenciation de niche et des interactions écologiques comme processus responsables du maintien de la diversité observée dans la nature.

## Présentation de la théorie

### Historique
Cette théorie a été développée à la suite d'une expérience de Hubbell sur l’île de Barro Colorado dans les années 1990 portant sur les arbres tropicaux. Il fait plusieurs constats : 
- la diversité spécifique est importante, mais il y a peu de différences biologiques (par exemple, au niveau du taux de croissance) entre les espèces ;
- beaucoup de variations entre individus d'une même espèce (niveau intra-spécifique) ;
- faible dispersion des graines et des individus ;
- faible recrutement (nombre de juvéniles qui survivent parmi le pool total de graines).

Il conclut que l'identité de l'espèce ne détermine pas les paramètres démographiques d'un individu. Ainsi, la théorie de différenciation de niche ne permet pas d’expliquer la coexistence d'espèces équivalentes ; il propose alors le modèle de la théorie neutre. 

### Hypothèses d'application
Le modèle neutre est basé sur trois hypothèses : 
1. L'équivalence fonctionnelle : les individus ont la même probabilité de naissance, de mort et le même taux de fécondité, indépendamment de l’espèce considérée. Les taux de mortalité ou extinction sont fixes et compensés par le taux de spéciation. Or, à cause du hasard, la dispersion réalisée n’est pas la même pour tous les individus, ce qui explique les différences d’abondances observées entre les espèces. L'équivalence fonctionnelle résulte de la compensation entre exclusion compétitive et le partitionnement de niche, c'est-à-dire que les espèces ont la même fitness.
2. Une relation de proportionnalité entre le taux d'immigration et le taux de reproduction local des individus. Cette relation est notamment assurée dans le cas particulier des modèles neutres à "somme nulle" (zero-sum en anglais) où le nombre d'individus dans une communauté est stable et l'immigration constante dans le temps. Chaque individu mort est alors remplacé ou bien par la naissance d’un nouvel individu issu de la reproduction locale, ou bien par l’immigration d’un nouvel individu dans la communauté.
3. Limitation de la dispersion

### Modèle neutre de Bell
Bell, en 2000, publie en premier un modèle neutre très simple. Les communautés sont formées à partir d’un tirage dans un ensemble de N espèces. Chaque espèce est représentée par i individus. Ensuite, quatre processus ont lieu :
- immigration : pour chaque espèce, un individu peut immigrer dans la communauté avec une probabilité m (pour migration)
- naissance : chaque individu peut produire un seul descendant avec une probabilité b (pour birth)
- mort : chaque individu peut mourir avec une probabilité d (pour death)
- régulation densité dépendante : la communauté ne peut excéder sa capacité de charge K : les individus sont retirés au hasard pour que la communauté atteigne K, qui est l’équivalent de J dans la théorie de Hubbell.

Ce cycle de quatre processus est répété un grand nombre de fois (2000 cycles). En faisant varier les paramètres de base du modèle (N, i, m, b, d), Bell observe les caractéristiques des communautés obtenues qui sont le nombre d’espèces S de la communauté et leur abondance. Les prédictions de ce modèle sont similaires à celles de Hubbell.

### Modèle neutre de Hubbell
Le modèle de la théorie neutre initiale proposé par Hubbell différencie deux échelles : celle de la métacommunauté et celle de la communauté locale. Ces dernières se distinguent au niveau des paramètres qui vont permettre de décrire l’abondance relative des espèces composant la métacommunauté.

#### Échelle de la métacommunauté
La distribution d’abondance relative des espèces à cette échelle est contrainte par les taux de spéciation et d’extinction des espèces. La diversité spécifique de la métacommunauté dépend alors uniquement d’un taux de spéciation identique pour toutes les espèces et de la taille de leur population. Cette diversité spécifique peut être écrite comme étant :
                                                          Θ = 2 Tmν
Avec Tm, la taille totale de la métacommunauté (en nombre d’individus) et ν le taux de spéciation. Hubbell parle du nombre fondamental de biodiversité (fundamental biodiversity number).
Il est possible de différencier la spéciation en deux grandes catégories: la spéciation par mutation ponctuelle, et la spéciation aléatoire par allopatrie. Les conséquences seront différentes au moment de l’estimation des abondances relatives d’espèces.

#### Échelle locale
À cette échelle plus réduite, on peut désormais considérer le taux de migration entre la métacommunauté et la communauté locale, noté m. Il est aussi important de prendre en compte la taille totale de la communauté locale J et, pour finir, l’abondance des différentes espèces dans la métacommunauté Pi.
Dans la communauté locale, la dispersion des individus et des espèces est limitée. De plus, les taux d’extinction sont plus importants localement. Par conséquent, les espèces rares auront des abondances inférieures à celles des espèces communes. C’est grâce à cela que Hubbell prédit que l’abondance relative locale des espèces sera différente de celle retrouvée dans un échantillon aléatoire de la métacommunauté.
L’abondance relative d’une espèce i par rapport au temps est donnée par le modèle suivant:  
{\displaystyle {\frac {dNi}{dt}}={\frac {J-Ni}{J}}\left[mPi+(1-m)\left({\frac {Ni}{J-1}}\right)\right]-{\frac {Ni}{J}}\left[m(1-Pi)+(1-m){\frac {J-Ni}{J-1}}\right]}
Avec Ni  l’abondance de l’espèce i dans la communauté locale.
L’équilibre peut s’écrire de la façon suivante : N* = JPi .
En supposant que J est toujours supérieur à 1, on peut démontrer que cet équilibre est stable. L’abondance d’une espèce i quelconque de la communauté locale pourra être prédite à la fois par la taille de la communauté locale J et par l’abondance de cette même espèce au sein de la métacommunauté Pi.
La similarité des abondances relatives des espèces dans la communauté locale et la métacommunauté dépend du taux de migration. Plus le taux est grand, plus elles tendent à s’homogénéiser .

## Prédictions du modèle

### Coexistence
Une prédiction majeure du modèle est que des espèces neutres, c’est-à-dire démographiquement et fonctionnellement équivalentes, peuvent coexister. Cette prédiction s’oppose radicalement avec celle du principe d’exclusion compétitive, selon laquelle deux espèces qui partagent la même niche (c’est-à-dire, qui ont les mêmes besoins, la même utilisation de ressource, et les mêmes caractéristiques démographiques) ne peuvent coexister. 

### Relation aire-espèce
Lorsqu’on applique la théorie neutre aux relations aires-espèces, la diversité globale des métacommunautés diminue lorsque le taux de dispersion augmente. De ce fait, on observe une diminution des espèces endémiques profitable aux espèces communes.

### Distribution des abondances relatives
Les modèles neutres prédisent la distribution des abondances relatives des espèces. Pour de faibles taux de migration (modèle de Bell) ou de spéciation (modèle de Hubbell), les modèles génèrent des communautés avec quelques espèces très abondantes, et un grand nombre d’espèces rares. En augmentant les taux d’immigration, on obtient toujours quelques espèces très abondantes (moins) et des espèces plus rares mais plus abondantes que dans le premier cas.

### Taux de remplacement
Comme dans les modèles de biogéographie insulaire de Levins, les modèles neutres prédisent que les communautés générées ont toujours un nombre d’espèces présentes constant, mais que l’identité de ces espèces peut varier en fonction du temps.

## Limites de la théorie

### Hypothèses de départ
Les hypothèses posées au départ pour le bon fonctionnement de la théorie posent de nombreux problèmes. La neutralité des individus n’est pas du tout représentative de la réalité. En effet, les individus présents dans la nature ont des paramètres de survie, fécondité, dispersion… qui dépendent de leur espèce et des conditions environnementales ; il semble donc approximatif de les considérer égaux sur ces paramètres. À cela s’ajoute l’hypothèse d’un nombre constant des individus au sein d’une communauté, la théorie de la somme nulle, il semblerait que dans la nature les populations soit en constant changement et que les nombres de leurs individus changent. En effet, à la suite d'une catastrophe écologique par exemple, les organismes morts ne seront pas nécessairement tous remplacés instantanément. Cela est dû au fait que les évènements de reproduction ou de migration se font à des périodes et sur des durées différentes selon les espèces. Là encore ne pas prendre en compte les différentes espèces présentes dans la communauté paraît limiter l’étude de la communauté. 

### Contradiction avec la théorie de la niche
Parce qu’elle ne prend pas en compte le contexte environnemental, la théorie neutre est souvent mise en concurrence avec la théorie de partition de niche. Or, celles-ci sont complémentaires si on considère l’homogénéité des habitats à différentes échellesEn effet, la théorie de la niche peut s‘appliquer à une grande échelle, où les habitats sont hétérogènes. À une échelle plus petite, les habitats sont plus homogènes et l’abondance des espèces ne dépend plus de celui-ci ; la théorie neutre peut expliquer la diversité observée.
Ces deux théories ne sont donc pas incompatibles mais au contraire complémentaires et permettent une meilleure appréciation de la réalité.
Elle reste tout de même utile pour prédire certaines distributions d’abondances d’espèces, et pour la description de certains cas en écologie, notamment des zones où l’équivalence entre espèces est respectée. La plus grande force de la théorie neutre reste sa simplicité ; les modèles mécanistiques (bâton brisé, etc.) sont plus précis et plus fiables, mais ils ne permettent pas de décrire le renouvellement des espèces ou les courbes aire-espèces aussi bien que la théorie neutre.

## Application à la conservation
En comparaison des nombreuses utilisations de cette théorie en écologie théorique, les applications à la modélisation en conservation sont très peu nombreuses et font l’objet de peu de publications. L’importance de cette théorie en conservation, dix ans après sa publication, n’est malheureusement pas encore tout à fait établie selon Rosindell et al. Pourtant  il s’est avéré qu’elle pouvait être utile en modélisation pour prédire les effets de la fragmentation des habitats sur la diversité en espèces. Elle pourrait apporter des éléments complémentaires aux autres approches utilisées en conservation.